# Saint-Pierre-des-Échaubrognes
Saint-Pierre-des-Échaubrognes – miejscowość i gmina we Francji, w regionie Nowa Akwitania, w departamencie Deux-Sèvres.
Według danych na rok 1990 gminę zamieszkiwały 1253 osoby, a gęstość zaludnienia wynosiła 43 osób/km² (wśród 1467 gmin regionu Poitou-Charentes Saint-Pierre-des-Échaubrognes plasuje się na 232. miejscu pod względem liczby ludności, natomiast pod względem powierzchni na miejscu 182.).